# Harry Wulze
Harry Wulze, nato Henry William Wulze (St. Louis, 8 marzo 1887 – Contea di Bexar, 21 marzo 1923), è stato uno sceneggiatore, regista e attore statunitense del cinema muto.

## Biografia
Nato in Missouri l'8 marzo 1887, Harry Wulze iniziò la sua carriera cinematografica nel 1912, esordendo come attore in un cortometraggio della Kalem Company. In tutto, avrebbe interpretato solo quattro film, mentre si sarebbe invece dedicato soprattutto alla sceneggiatura. Tra soggetti e adattamenti, contribuì ai copioni di oltre una quarantina di pellicole, dirigendo anche sei film. Morì giovane, a soli 36 anni, il 21 marzo 1923, in Texas.

## Filmografia
La filmografia - basata su IMDb - è completa.

### Sceneggiatore
- A Modern Othello, regia di Harry A. Pollard (1914) - cortometraggio (1914)
- The Taming of Sunnybrook Nell, regia di Sydney Ayres - cortometraggio (1914)
- Beppo
- Syd's Busy Day, regia di Sidney De Gray - cortometraggio (1915)
- An Innocent Villain, regia di Harry Wulze - cortometraggio (1915)
- Their Social Smash regia di Harry Wulze - cortometraggio (1916)
- A Social Cub
- The Terrible Turk, regia di Louis W. Chaudet - cortometraggio (1916)
- A Lucky Leap, regia di Roy Clements - cortometraggio (1916)
- The Elixir of Life
- Love's Boomerang, regia di Pat C. Hartigan (1916)
- Musical Madness
- The Inspector's Double
- A Charming Villain
- Beans and Bullets
- Felix on the Job
- Kitty from the City
- A Capable Lady Cook, regia di Wallace Beery - cortometraggio (1916)
- A Janitor's Vendetta
- The Fascinating Model
- Scrappily Married, regia di William Beaudine (1916)
- His Golden Hour
- Their Dark Secret
- Bombs and Banknotes
- A Gentleman of Nerve
- His Little Room Mate
- The Topsy Turvy Twins
- The Woods Are Full of 'Em
- Fat and Foolish
- A Box of Tricks
- A Pirate Bold
- Dad's Downfall, regia di Herman C. Raymaker - cortometraggio (1917)
- Damaged Goodness
- Kicked Out, regia di Carter DeHaven - cortometraggio (1917)
- The Bathhouse Scandal, regia di Carte DeHaven - cortometraggio (1918)
- Their Sporting Blood, regia di Robert Dillon - cortometraggio (1918)
- Perils of the Parlor, regia di Wallace Beery - cortometraggio (1918)
- There and Back, regia di Harry Wulze - cortometraggio (1918)
- The Silent Sentinel
- She Wasn't Hungry, But..., regia di Wallace Beery - cortometraggio (1918)
- He Was No Lady, regia di Harry Wulze - cortometraggio (1918)
- The Movie Queen, regia di Harry Wulze - cortometraggio (1919)
- A Counter Plot

### Regista
- An Innocent Villain - cortometraggio (1915)
- Their Social Smash - cortometraggio (1916)
- Kitty from the City
- There and Back - cortometraggio (1918)
- He Was No Lady - cortometraggio (1919)
- The Movie Queen - cortometraggio (1919)

### Aiuto regista
- Bath Tub Perils

### Attore
- The Kentucky Girl, regia di George Melford - cortometraggio (1912)
- Slim's Strategy, regia di J. Arthur Nelson (1914)
- A Modern Othello, regia di Harry A. Pollard (1914) - cortometraggio (1914)
- The Ingrate, regia di Tom Ricketts - cortometraggio (1914)